# بار جايجر

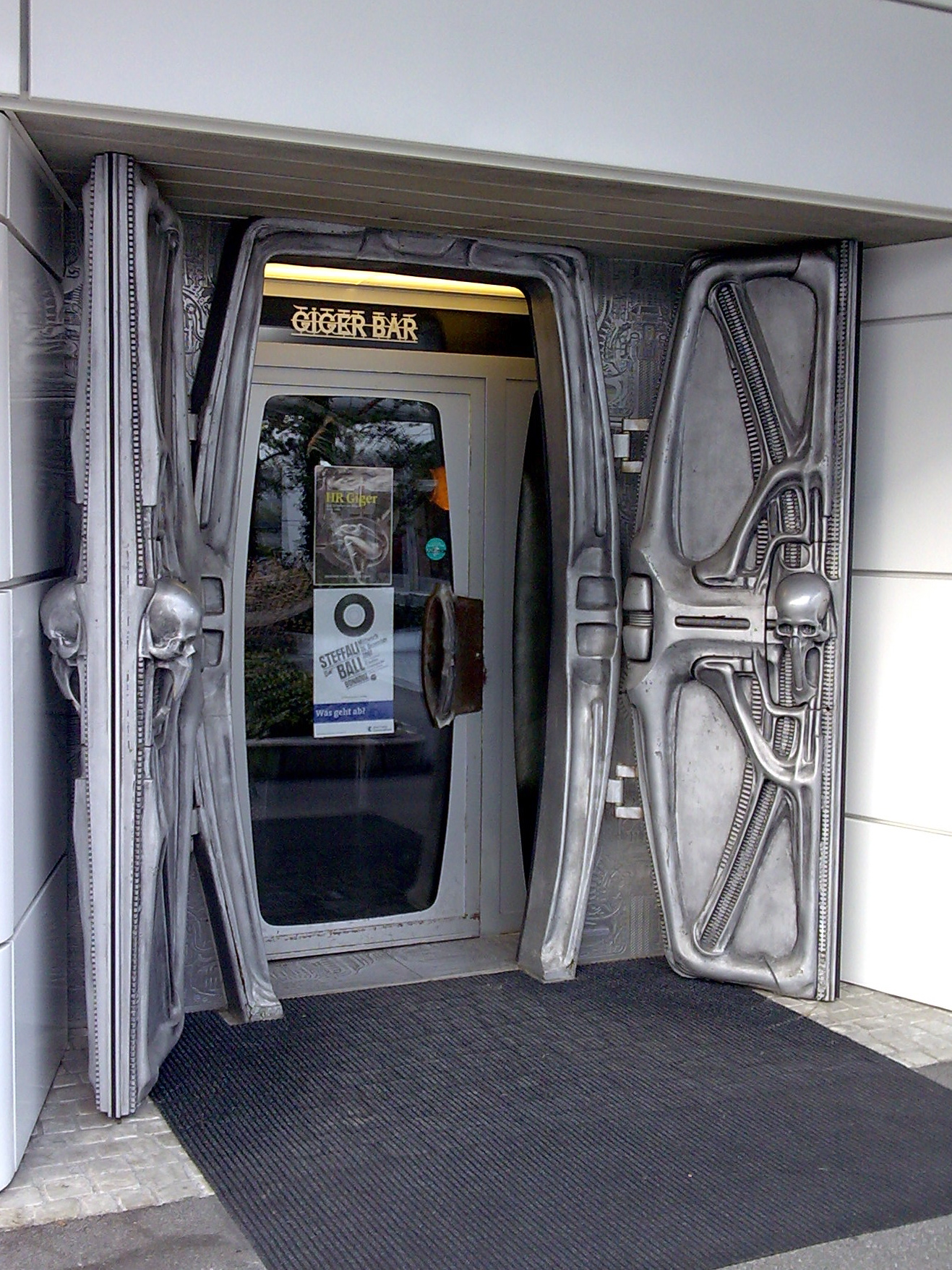
مدخل إلى بار جايجر في تشور

بار جيجر (Giger Bar) هو بار تم تصميمه وتصميمه بواسطة الفنان السويسري هانز رودولف جايجر.
هناك باران لجايجر: الأول هو بار إتش آر جاجير في مدينة خور بسويسرا، والذي تم افتتاحه في عام 1992، والثاني هو بار متحف إتش آر جايجر The Museum HR Giger، الذي يقع في قصر سان جرمان Château St. Germain، في مسقط رأس الفنان غرويريه بسويسرا، والذي تم افتتاحه في 12 أبريل 2003.